# Старище (Порховский район)
Старище — деревня в восточной части Порховского района Псковской области. Входит в состав сельского поселения «Полонская волость».
Расположена в 23 км к северо-востоку от города Порхов и в 18 км к северо-востоку от волостного центра Полоное.
Численность населения составляет 17 жителей (2000 год).